# Torre Ranieri

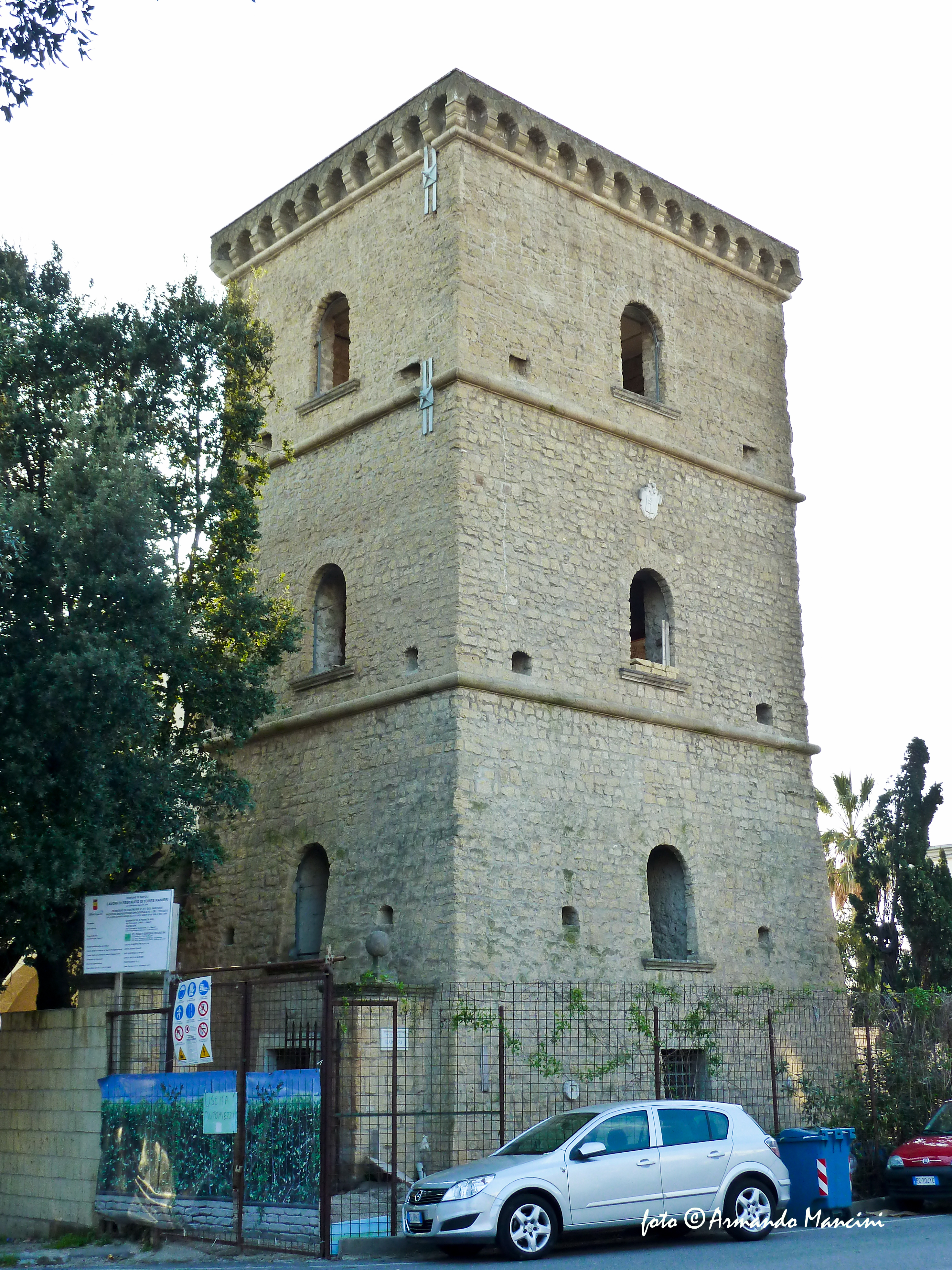
Torre Ranieri in Neapel

Die Torre Ranieri ist ein mittelalterlicher Turm im Viertel Posillipo der Stadt Neapel, in der Via Alessandro Manzoni, 292.

## Geschichte
Der Turm wurde im Hochmittelalter errichtet. Er diente nicht der direkten Kontrolle und Verteidigung der Stadt, sondern war eher eine Anlage zur privaten Verteidigung; er war Teil eines weitläufigen, befestigten Landgutes der Familie Ranieri. Im Laufe der Jahre wurde er mehrmals restauriert und gehört heute einem Privatmann.

## Beschreibung
Der Turm hat vier Stockwerke; die unteren beiden sind angeschrägt. Sein Grundriss ist quadratisch und sein Inneres ist komplett leer.